# سوچیوو
سوچیوو (به ایتالیایی: Succivo) یک کومونه در ایتالیا است که در استان کسرتا واقع شده‌است. سوچیوو ۷٫۰ کیلومتر مربع مساحت و ۸٬۴۰۷ نفر جمعیت دارد و ۳۰ متر بالاتر از سطح دریا واقع شده‌است.

## تاریخچه
قدیمی ترین اسناد یافت شده که در آن از Teverolaccio ذکر شده است به سال 1522 باز می گردد در این زمان صاحب آن بارون جیوان باتیستا پالومبو بود.
همچنین به عنوان Castello di Teverolaccio ، Piano di Teverolaccio ، Borgo di Teverolaccio و Casale di Teverolaccio شناخته می شود ، حدود 500 متر از مرکز Succivo واقع شده است. این شامل یک برج ، یک قلعه ، یک کلیسا اختصاص داده شده به سان سوسیو و مجموعه ای از خانه ها است که همه توسط دیوارها محصور شده اند ، که محیط آن هنوز به وضوح قابل مشاهده است و سه درب دسترسی در آن باز می شود. برج آراگون هسته اولیه Teverolaccio است که بعدا به کاخ نزدیک شد و اکنون قابل مشاهده است.
قبل از تاسیس شهرداری آتلا دی ناپولی که تحت فاشیسم برگزار شد ، همچنین شامل روستای کاساپو زانو بود. پس از انحلال شهرداری ، کاساپو زانو به اورتا دی آتلا منتقل شد. در حال حاضر بخشی از اتحادیه شهرداری ها به نام "آتلا"است.